# 黒川和樹
黒川 和樹（くろかわ かずき、2001年6月17日 - ）は、日本の陸上競技選手。専門はハードル競走。

## 来歴
山口県下関市出身。中学時代に陸上部に入り、ハードルを始める。当時は四種競技が中心で、走高跳が得意種目だった。
山口県立田部高等学校に進学。ハードルの記録が向上したことで1年生から400mハードルに出場する。
2年生時の2018年9月に開かれた第63回山口県高等学校新人陸上競技大会で110mハードル・400mハードルの2種目を制覇。2年生時には400メートルリレー走の出場経験がある。
3年生となった2019年5月の山口県大会では110mハードル・400mハードルの2種目にいずれも県記録で優勝して最優秀選手に選ばれる。7月の中国大会でもいずれも自己ベストを更新する形で2冠を達成する。同年の第74回国民体育大会では400mハードルで少年男子Aの2位となる。全国高等学校総合体育大会陸上競技大会では110mハードルで5位、400mハードルで3位にそれぞれ入賞した。8月の全国高等学校陸上選抜大会（長居陸上競技場）では300mハードルに出場、36秒40のU20日本記録を樹立した。
2020年に法政大学に進み、同年9月の第90回日本学生陸上競技対校選手権大会（インカレ）400mハードルでは49秒19の自己ベストで2位となる。この記録はU20としては日本歴代3位であった。10月の第104回日本陸上競技選手権大会では400mハードルで8位となった。
2021年5月9日の2020年東京オリンピックテストイベント（Ready Steady Tokyo）の400mハードルでは、オリンピック参加標準記録を突破する48秒68の自己ベスト（日本歴代10位タイ、学生歴代5位タイ）を更新して優勝した。6月26日の第105回日本陸上競技選手権大会の400mハードルでは48秒69の記録で同大会での初優勝を達成した。
これらの成績により東京オリンピックの400mハードル日本代表選手に選ばれ、7月30日の予選に出場したが50秒30で6位に終わり、予選敗退となった。
日本陸上競技連盟による2021年度のファン投票では、トップアスリート部門で10位となった。
2022年6月の第106回日本陸上競技選手権大会では400mハードルの連覇を達成して、7月の2022年世界陸上競技選手権大会の同競技代表に内定した。7月の世界選手権本番では準決勝の出場組で6着（49秒69）に終わり、決勝には進めなかった。
2023年世界陸上競技選手権大会の代表選考を兼ねた、2023年6月の第107回日本陸上競技選手権大会には400mハードル3連覇もかかったが、予選に53秒15のタイムで最下位（予選落ち）の結果だった。黒川は代表選考や3連覇のプレッシャーがあったことを認め、「大学4年間の集大成」としてきた大会での敗退に悔しさをにじませた。その後、7月30日の田島直人記念陸上競技大会に優勝。これにより世界ランキングで代表条件を満たし、8月上旬に最終発表で2大会連続の世界陸上競技選手権大会日本代表に選出される。世界陸上本番では、準決勝に48秒58の自己ベスト（日本歴代6位）を記録し、決勝には進めなかったものの、2024年パリオリンピックの参加標準記録を突破した。2023年10月の第19回アジア競技大会（杭州）では400mハードル決勝に進出し、3位とは0秒05差の49秒21のタイムで4位だった。
2024年3月に法政大学を卒業し、同年4月1日付で住友電工に入社した。2024年パリオリンピックの選考会だった6月27日の第108回日本陸上競技選手権大会には右ハムストリングスの肉離れを理由に欠場し、代表決定には至らなかった。2大会連続の代表を逃した黒川は、7月6日に自身のInstagramアカウントに「まずは治療に専念し秋シーズンに向けてボチボチ頑張っていこうと思います」と記した。

## 人物
レースの際も眼鏡を着用し、ずれないようにヘアバンドで固定している。2022年の日本陸上競技選手権大会ではヘアバンドの装着を忘れて出走するハプニングがあり、6月13日に開かれた世界陸上競技選手権大会内定者の記者会見では「あれがないと走れないです」とコメントした。